# Taquile-sziget
A Taquile-sziget a Titicaca-tó perui oldalának egyik szigete. Mintegy 2000 (más forrás szerint 1200) kecsua indián származású lakója annak ellenére őrzi ősi hagyományait, hogy a szigetet évente több tízezer, nagyrészt külföldi turista keresi fel. Az őslakók textilművészetét az UNESCO 2008-ban felvette a szellemi kulturális örökségek listájára.

## Földrajz
Az 5,72 km²-es sziget (amely a tó perui oldalának második legnagyobb területű szigete) a Titicaca-tó nyugati részén, Puno városától körülbelül 37 km távolságra keletre található. A tó körülbelül 3810 méterrel fekszik a tenger szintje felett, az 5,5 km hosszú, de csak 1,5 km széles sziget legmagasabb pontja 4050 méter körüli magasságba emelkedik.
A turisták Punóból hajón érkeznek a szigetre, majd a kikötőből 533 lépcsőfokot kell megmászniuk az ősi kialakítású teraszos hegyoldalon, hogy felérjenek a központi településre. A szigeten nincsenek gépjárművek, szállodák, nincs elektromosság, de még kerékpárok sincsenek.

## Kultúra
A sziget kultúrája elsősorban a helyiek által készített ruhák miatt érdekes. Mind a férfiak, mind a nők minden korosztálya készíti ezeket a ruhákat, és a közösség minden tagja hordja is őket. Ez a hagyomány még az ősi inka, pukara és kolla civilizációk idejéből ered, és máig is fennmaradt: az 1950-es évekig a közösség a külvilágtól szinte teljesen elzárt életet élt, de onnantól kezdve sem adták fel hagyományaikat annak ellenére, hogy a turistaforgalom egyre növekedett; mára a sziget lakosságának több tízszeresével egyenlő az évente ide érkező látogatók száma. Az viszont igaz, hogy az őslakók művészetében mára már új, „idegen” eredetű szimbólumok és elemek is megjelentek.
A ruhákat kézzel vagy fából készült, pedálos szövőszékek segítségével állítják elő, amelyekhez hasonlóakat már a spanyolok megérkezése előtt is használtak. Legjellegzetesebb termékeik a chullo (magas, fülvédős sapka) és egy úgynevezett naptár-öv, amely egy széles övszerűség, amelyen az év mezőgazdasági és rituális eseményekhez kötött ciklusainak ábrázolásai láthatók.
A helyiek megélhetését ma is többnyire a textilművesség biztosítja, számos terméküket a turistáknak értékesítik. A hagyomány fenntartását egy kézművességre specializálódott iskola is segíti. A sziget népessége azonban annyira megnövekedett az utóbbi évtizedekben, hogy a sziget önmagában már nem bír eltartani ennyi embert, egyre több árut kell a szárazföldi részekről behozni.

## Képek

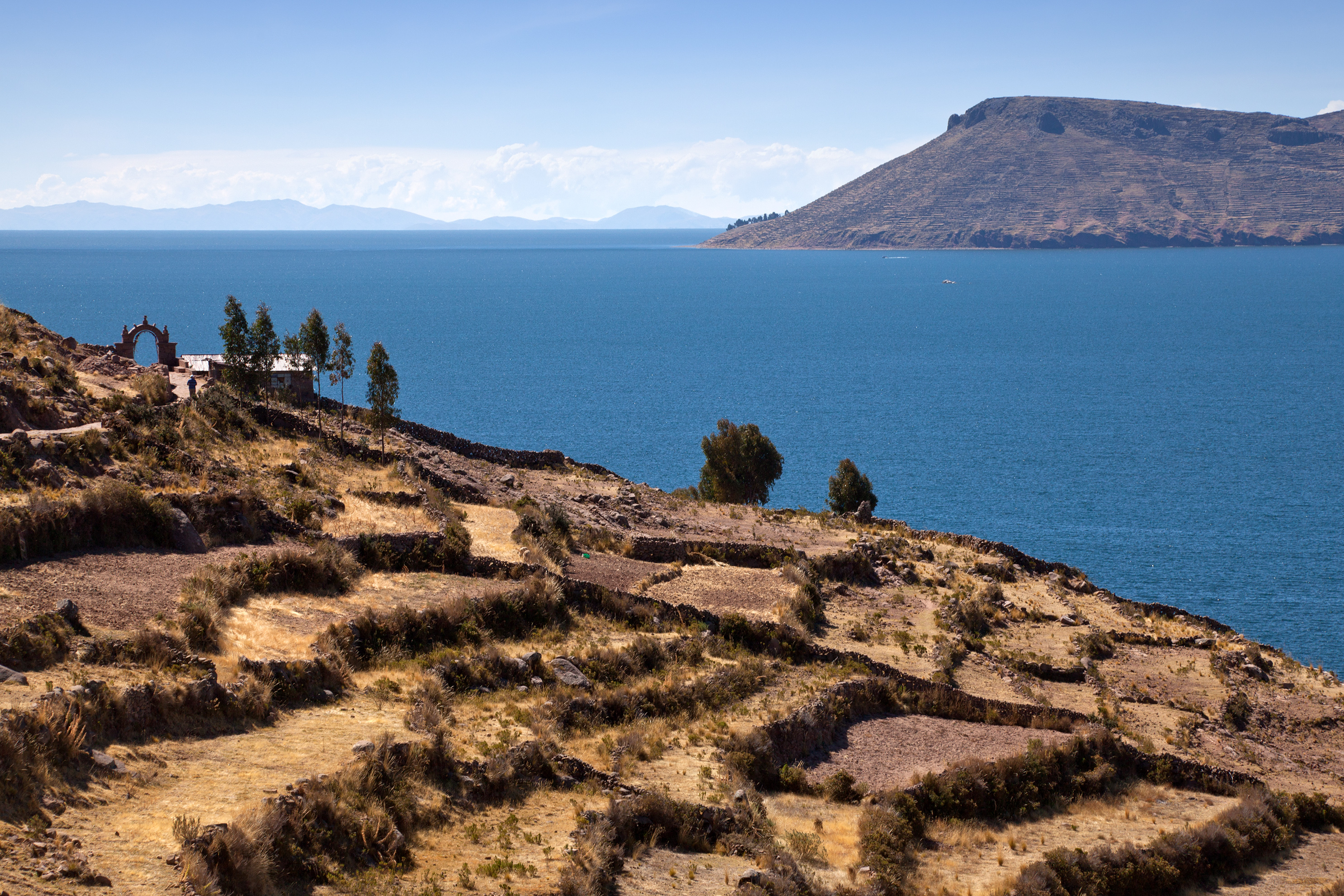
Előtérben Taquile teraszos hegyoldala
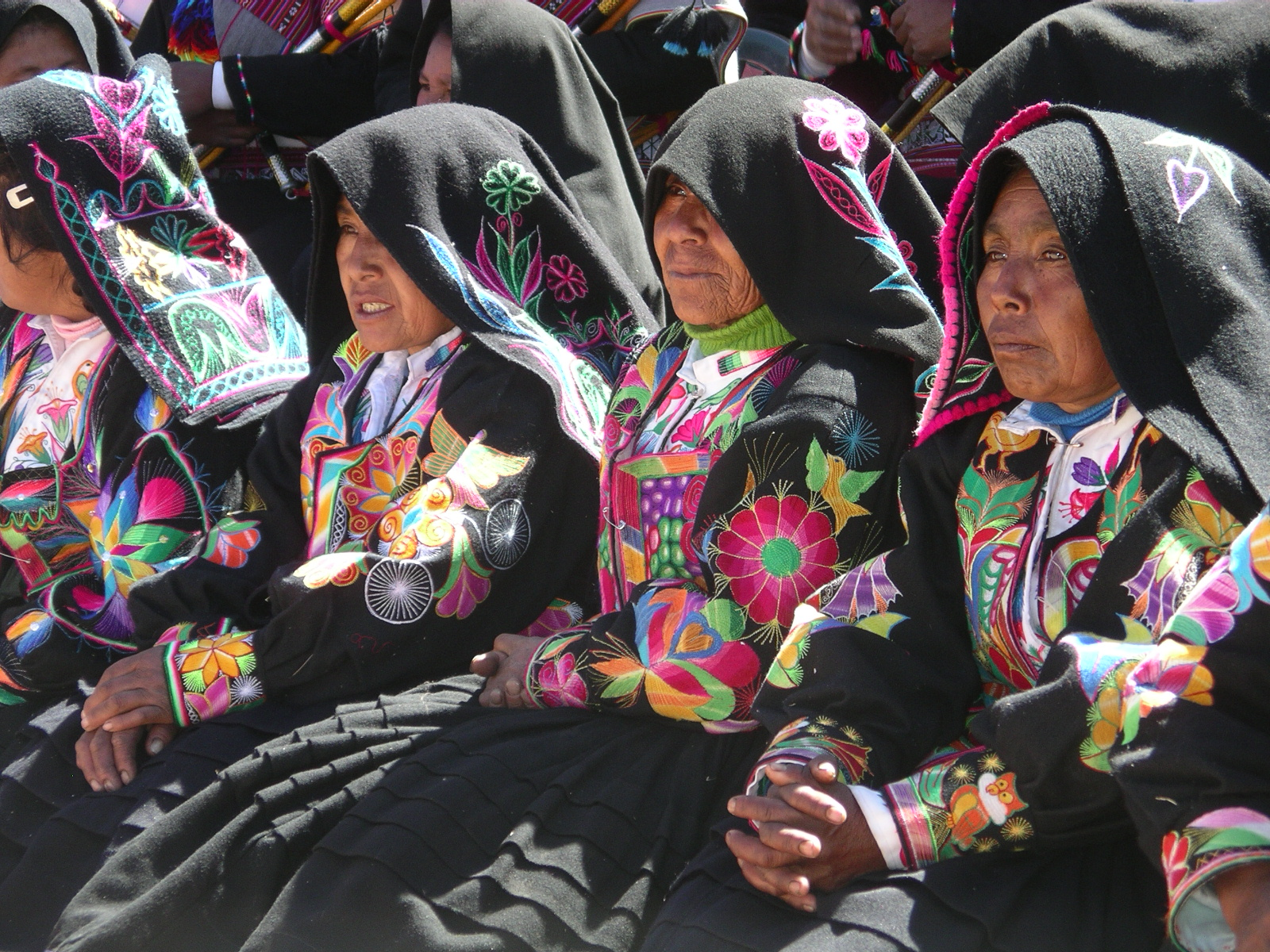
Ünnepi ruhába öltözött nők
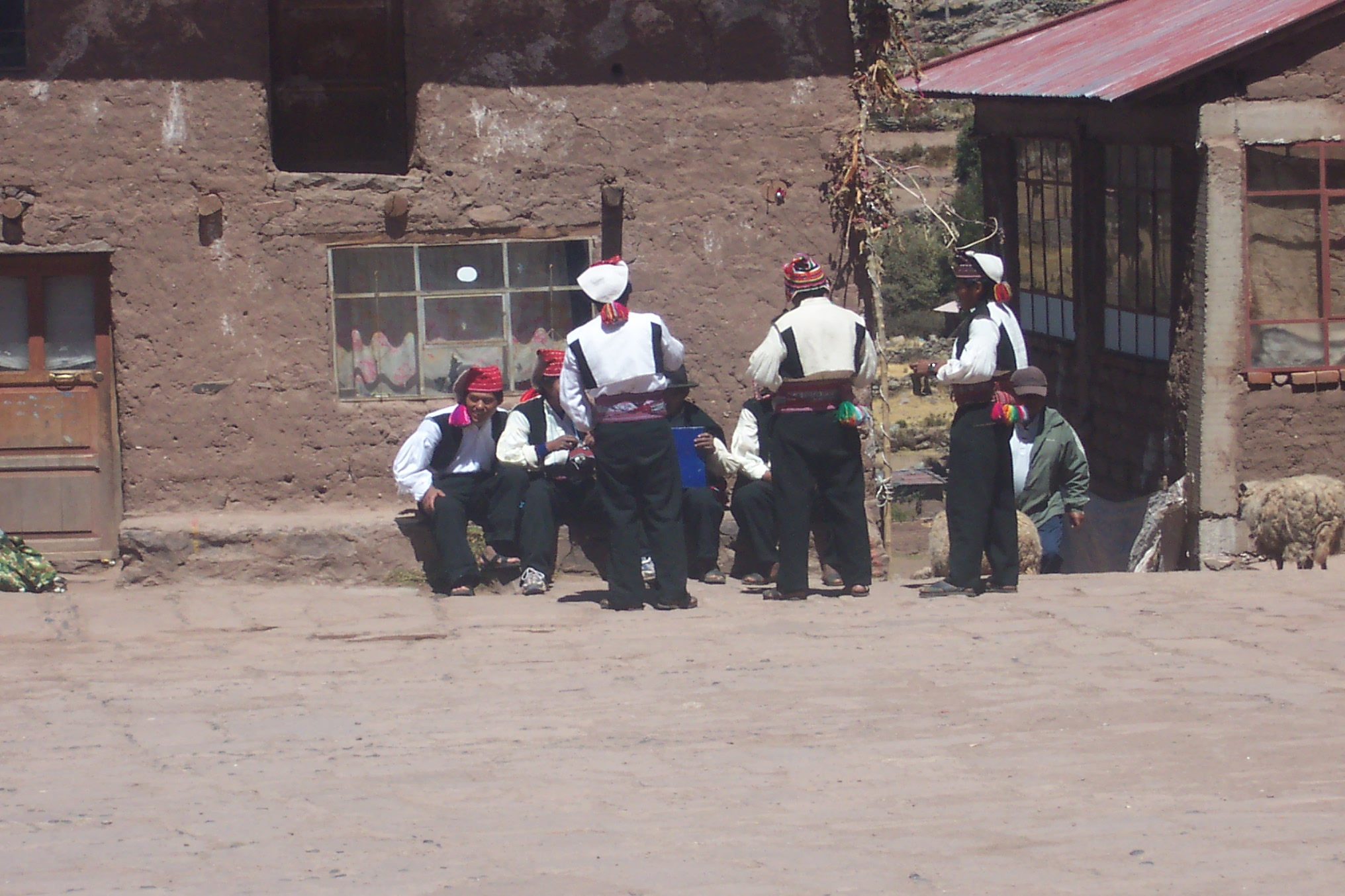
Férfiak hagyományos viseletben
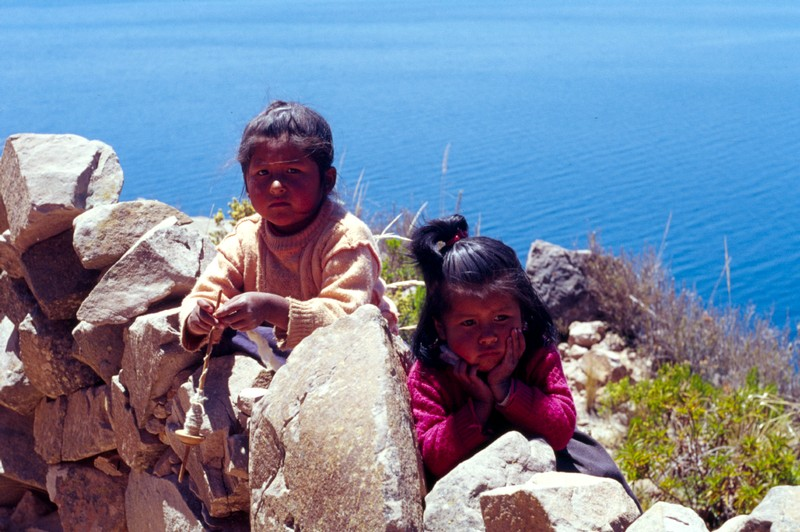
Taquilei gyerekek